# Barranc de la Coma (Vilamitjana)
El Barranc de la Coma és un barranc de l'antic terme de Vilamitjana, actualment inclòs en el terme municipal de Tremp, al Pallars Jussà.
S'origina en els vessants occidentals del Roc de Neret, des d'on davalla cap a ponent, fins que arriba a la Coma, que li dona nom, i aleshores torç cap al sud-oest, per baixar, paral·lel, pel costat nord, de la Serra dels Nerets, fins a la Noguera Pallaresa a prop i al nord-oest de la ITV de Tremp. Passa per sota el Canal de Gavet i altres canals de rec paral·lels al gran canal esmentat. Discorre tota l'estona paral·lel al límit dels termes municipals de Talarn i Tremp.